# 鄭嘉訓
鄭 嘉訓（てい かくん、1767年 - 1832年）は、琉球王国の官僚、書家。通称は古波蔵（こはぐら）親方、名は爾方、号は泰橋。

## 人物
19世紀の琉球を代表する書家で、行書や草書に優れた。書跡は、沖縄県と鹿児島県に多く遺っている。
子の鄭元偉も書家として知られる。

## 概要
久米三十六姓の子孫として生まれる。1791年に御右筆相対役となり、1796年に清の福州に留学する。中国・鹿児島にそれぞれ3回渡っており、1806年には、尚灝王即位謝恩使の江戸上りに儀衛正として随行した。1816年より、島津斉興の招聘を受けて1年半鹿児島に滞在し、薩摩藩士の書道を指導した。同年、紫金大夫となる。1824年、久米村のトップである総理唐栄司（久米村総役）に就任した。

## 主な作品
以下の作品は沖縄県の有形文化財に指定されている（個人蔵）。
- 伊江御殿家資料（2002年（平成14年）1月18日指定[4]）のうち
  - 『鄭嘉訓書「野望」（王績詩）』[5]
  - 『鄭嘉訓書七言律詩「未□平生習筆濃」』[6]